# Mục tiêu bán hàng dựa trên lợi nhuận
Mục đích của số liệu mục tiêu bán hàng dựa trên lợi nhuận là "để đảm bảo rằng mục tiêu tiếp thị và bán hàng hướng tới mục tiêu lợi nhuận". Trong tính toán mục tiêu về số lượng và doanh thu mục tiêu, người quản lý sẽ đi đến phân tích hòa vốn (điểm mà tại đó một công ty bán đủ để trang trải chi phí cố định) để "xác định mức doanh số bán hàng hoặc doanh thu không chỉ bao gồm chi phí của doanh nghiệp mà còn đạt được mục tiêu lợi nhuận."
"Khi khởi chạy một chương trình, các nhà quản lý thường bắt đầu với một ý tưởng về lợi nhuận của đồng đô la mà họ mong muốn và yêu cầu mức bán hàng nào sẽ được yêu cầu để đạt được nó. Khối lượng mục tiêu (#) là số lượng bán hàng đơn vị cần thiết để đáp ứng mục tiêu thu nhập. Doanh thu mục tiêu ($) là con số tương ứng cho doanh thu bằng đô la. Cả hai chỉ số này đều có thể được xem dưới dạng tiện ích mở rộng phân tích hòa vốn.... Ngày càng nhiều, các nhà tiếp thị dự kiến sẽ tạo ra khối lượng đáp ứng lợi nhuận mục tiêu của công ty của họ. Trong một cuộc khảo sát gần 200 nhà quản lý tiếp thị cấp cao, 71% trả lời rằng họ nhận thấy chỉ số "doanh thu mục tiêu" rất hữu ích, trong khi 70% tìm thấy "mục tiêu khối lượng" số liệu rất hữu ích.
"Khối lượng mục tiêu: Khối lượng bán hàng cần thiết để tạo ra lợi nhuận được chỉ định trong kế hoạch của công ty."
Khối lượng mục tiêu (#) = [ Chi phí cố định ($) + Lợi nhuận mục tiêu ($)] / Lãi góp ($)
"Công thức cho khối lượng mục tiêu sẽ quen thuộc với những người đã thực hiện phân tích hòa vốn. Thay đổi duy nhất là thêm mục tiêu lợi nhuận bắt buộc vào chi phí cố định. Từ quan điểm khác, phương trình khối lượng hòa vốn có thể được xem như một trường hợp đặc biệt của phép tính khối lượng mục tiêu chung - một trong đó mục tiêu lợi nhuận bằng 0 và công ty chỉ tìm cách bù đắp chi phí cố định của nó. Trong tính toán khối lượng mục tiêu, công ty mở rộng mục tiêu này để giải quyết cho một lợi nhuận mong muốn."
Doanh thu mục tiêu ($) = Khối lượng mục tiêu (#) * Giá bán trên mỗi đơn vị ($)
hay
Doanh thu mục tiêu ($) = 100 * [{Chi phí cố định ($) + Lợi nhuận mục tiêu ($)} / Lãi góp (%) ]